# Mimosoideae

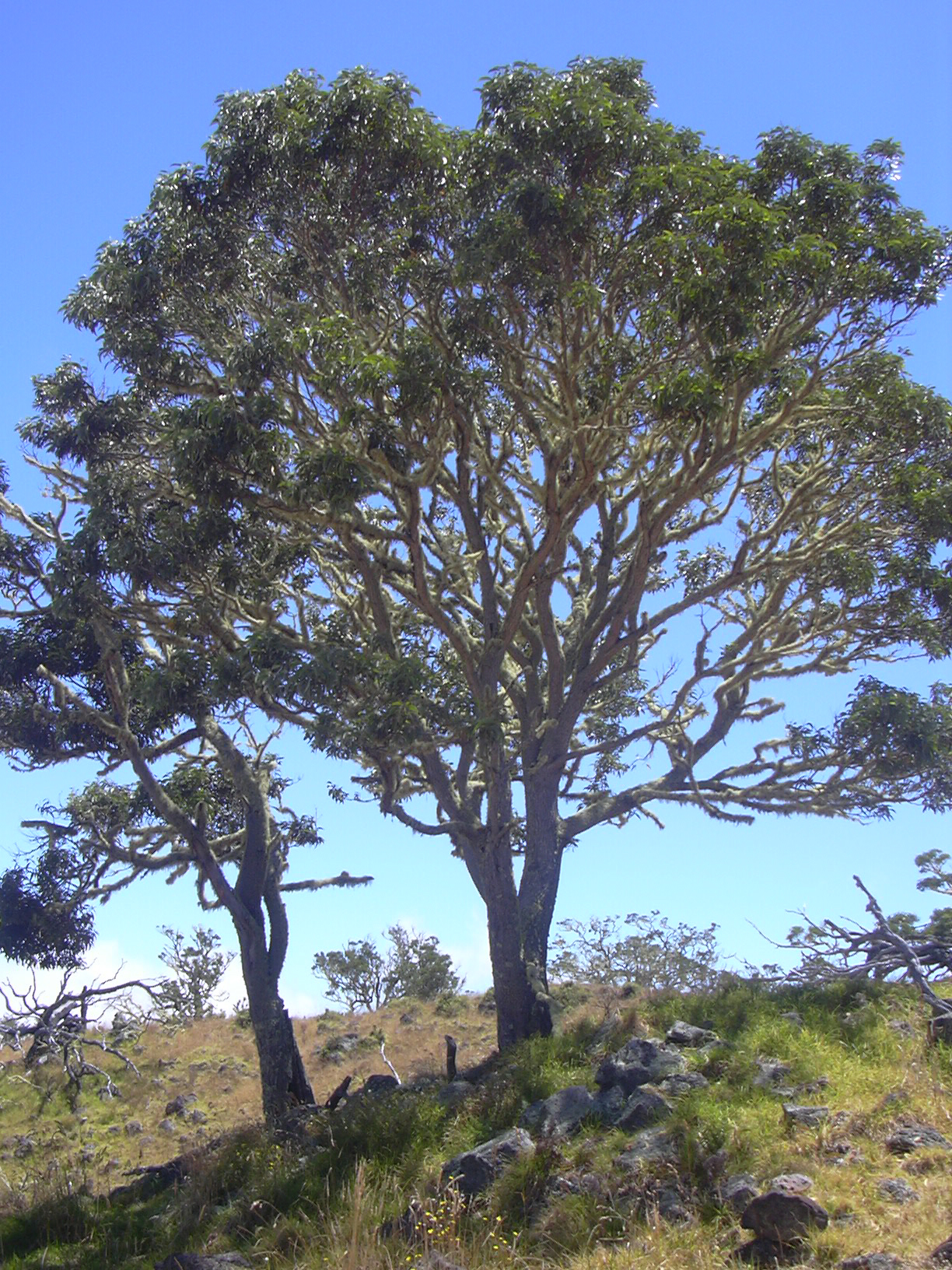
Akácie Acacia koa

Mimosoideae je bývalá podčeleď čeledi bobovité, která byla v komplexní fylogenetické studii bobovitých, vydané v roce 2017, vřazena do reformované podčeledi Caesalpinioideae. Podčeleď Mimosoideae zahrnovala celkem 75 rodů a přes 3200 druhů. Její zástupci jsou většinou dřeviny s dvakrát zpeřenými listy a drobnými pravidelnými květy v hustých květenstvích. Vyskytují se v tropech a subtropech celého světa. Ze známějších rostlin sem náleží např. citlivka, akácie, albízie a kaliandra.

## Popis
Podčeleď Mimosoideae zahrnuje stromy, keře, dřevnaté liány a výjimečně i byliny (citlivka, neptunie). Větve mohou být beztrnné, s trny nebo s ostny vzniklými nejčastěji přeměnou palistů. Listy jsou střídavé a v převážné většině případů dvakrát zpeřené. Rod inga má listy jednoduché podobně jako některé nemnohé druhy z rodů kaliandra, Cojoba a Macrosamanea. U četných druhů akácií jsou listy přeměněny ve fylódia připomínající jednoduché listy. Na řapíku a na středním žebru listů bývají charakteristické žlázky, které však u některých rodů chybějí. Palisty jsou většinou přítomny a jsou často opadavé. Květy jsou pravidelné, většinou drobné, bílé, žluté nebo zelenavé, uspořádané v hustých hlávkách, hroznech nebo klasech, někdy skládajících složená květenství. Některé, zejména pralesní druhy jsou kauliflorní (Inga, Zygia, Archidendron). Kalich bývá zvonkovitý až trubkovitý. Korunní lístky bývají srostlé, řidčeji volné. Tyčinek je 5 až mnoho, jsou volné nebo na bázi srostlé a často dlouze vyčnívají z květů. Semeník je svrchní, tvořený jediným plodolistem, s nitkovitou čnělkou zakončenou drobnou vrcholovou bliznou. Výjimkou je rod Archidendron, u něhož se objevuje více pestíků. Plody jsou velmi různorodé pukavé nebo nepukavé lusky, u některých zástupců se plody za zralosti rozpadají na jednosemenné díly. Semena bývají zploštělá a v plodech jsou nejčastěji ve 2 řadách. Míšek je vyvinut spíše výjimečně, např. u některých akácií.

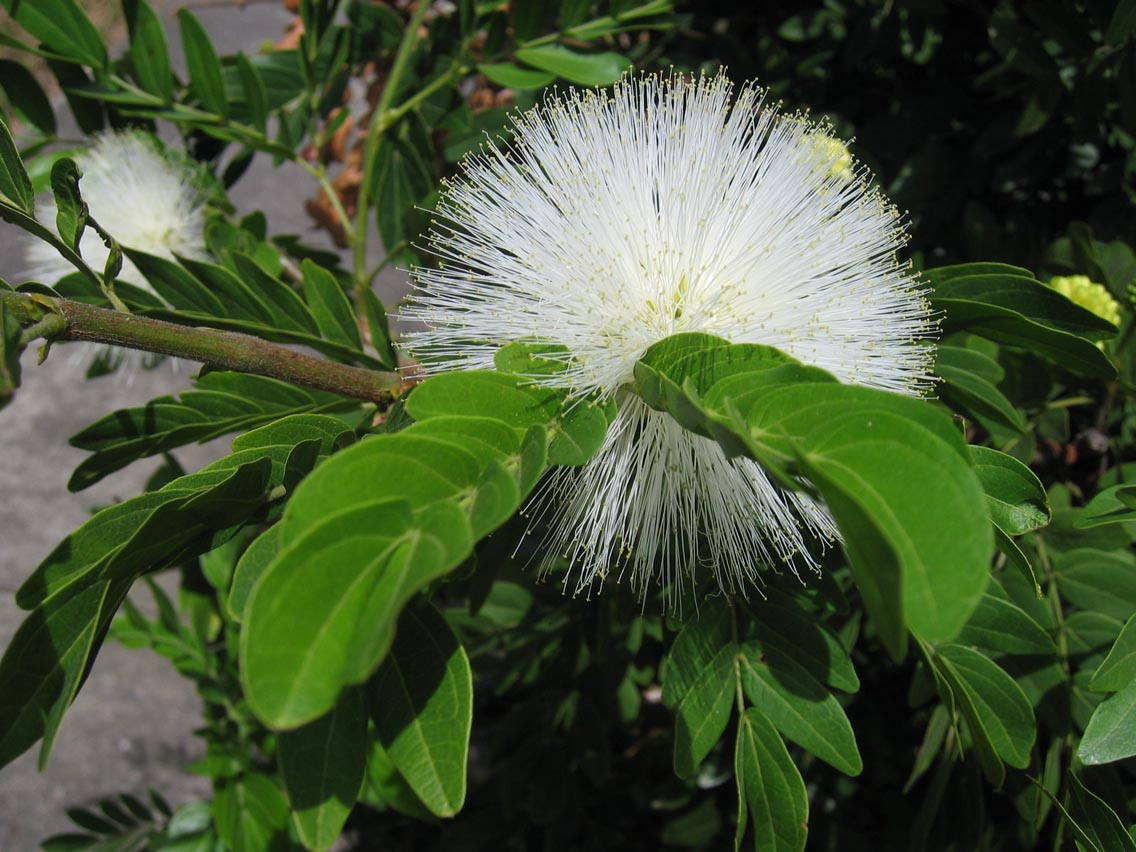
Kulovité květenství kaliandry Calliandra sp.
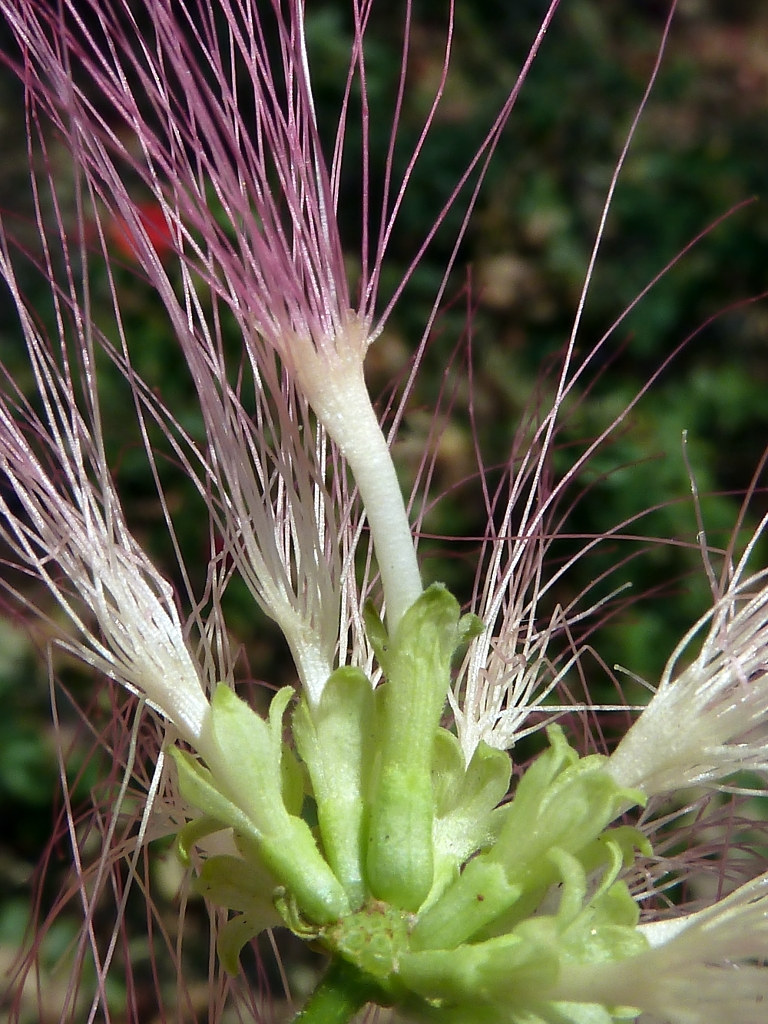
Detail květů albízie Albizia julibrissin
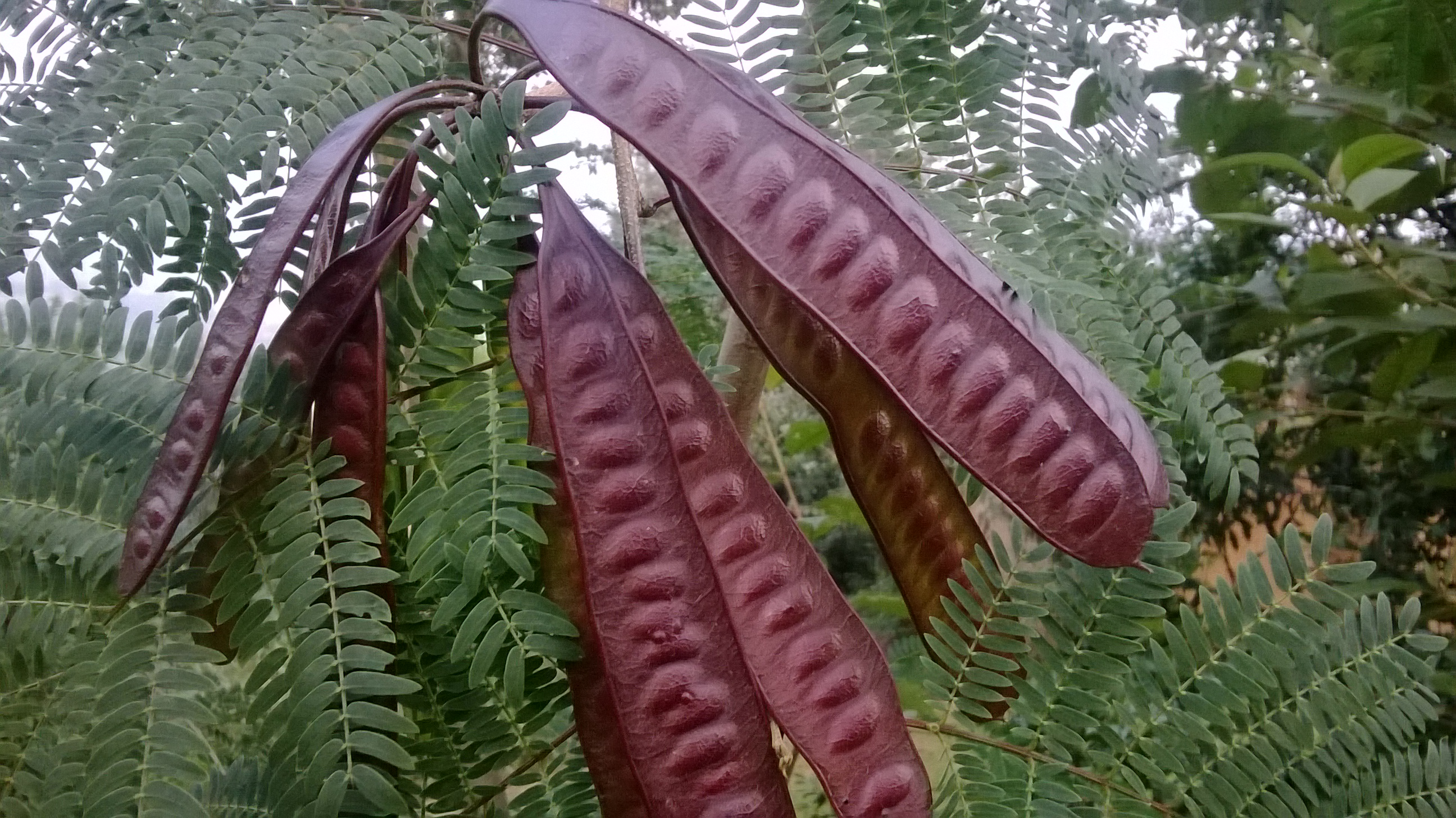
Lusky leucény Leucaena leucocephala
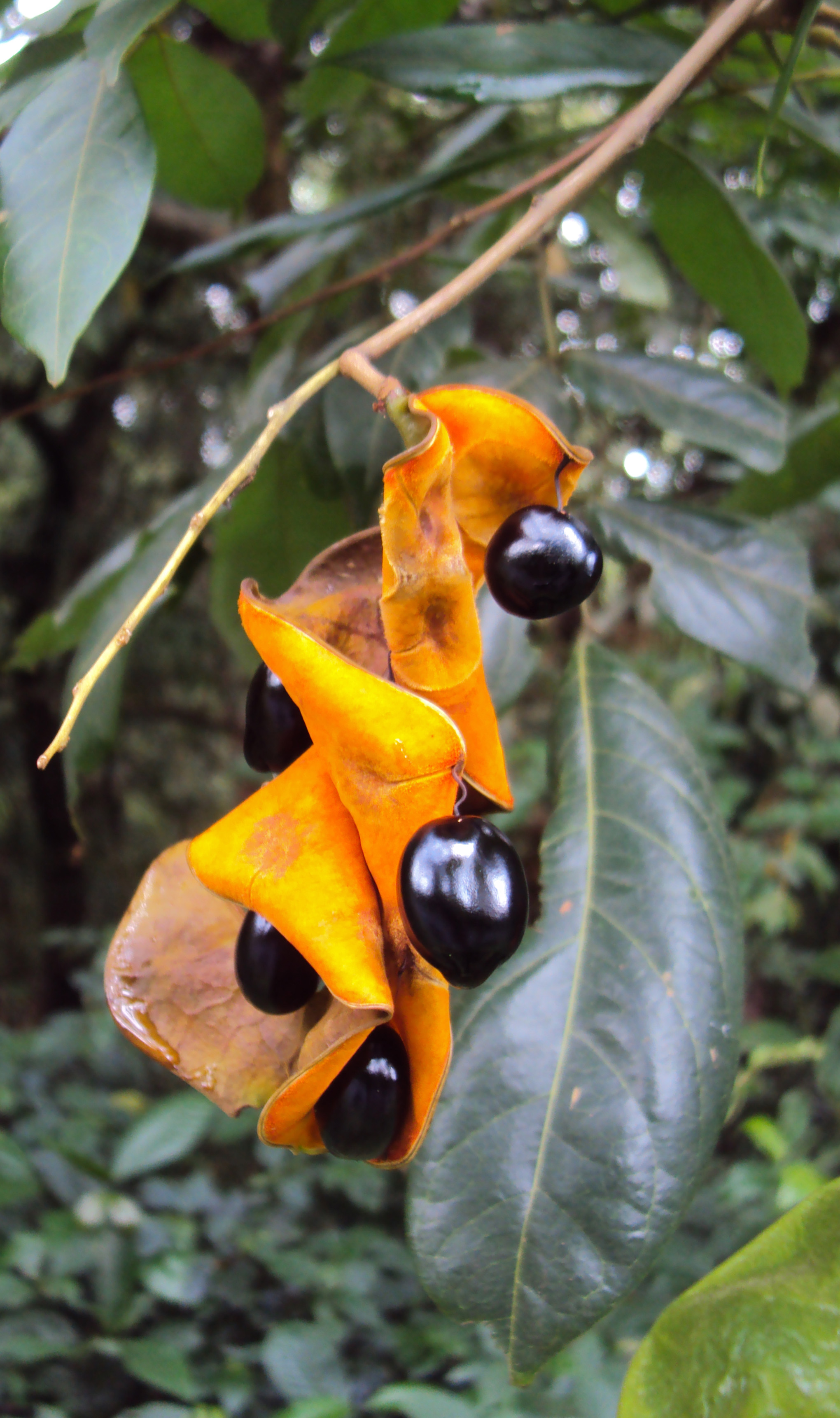
Otevřený lusk Archidendron bigeminum

## Rozšíření
Podčeleď Mimosoideae zahrnuje 75 rodů a přes 3200 druhů. Největší rody jsou akácie (Acacia s.l., 1200 až 1300 druhů), citlivka (Mimosa, 500 druhů), inga (Inga, 300 druhů), albízie (Albizia, 120 až 140 druhů) a kaliandra (Calliandra) (135 druhů). Mimosoideae jsou rozšířeny v tropech a subtropech celého světa. Celkem 5 rodů má pantropické rozšíření. Některé druhy (zejm. z rodů akácie a albízie) zasahují i do teplých oblastí mírného pásu.
V původní evropské flóře není tato podčeleď zastoupena.
Zástupci podčeledi Mimosoideae osidlují širokou škálu tropických a subtropických biotopů, málo jsou zastoupeny ve vyšších horských a alpínských polohách (Paraserianthes lophantha) a mezi vodními rostlinami (Neptunia oleracea). Některé druhy jsou přizpůsobeny růstu v extrémně suchých podmínkách, např. Elephantorrhiza v jižní Africe. Převážná většina zástupců Mimosoideae jsou slunomilné dřeviny, rostoucí nejčastěji na otevřených stanovištích v opadavých a poloopadavých lesích a na savanách, v nížinných tropických deštných lesích pak spíše na mýtinách a březích řek. V podrostu deštného lesa rostou spíše výjimečně (např. některé druhy Archidendron).
V rostlinných společenstvech rostou Mimosoideae spíše roztroušeně a zřídka jsou to dominantní rostliny. Výjimkou je vodní bylina Neptunia oleracea. U některých druhů se objevuje jistá fenotypová plasticita, umožňující osídlit různá prostředí. Některé akácie rostou na otevřených stanovištích jako keře či stromy, zatímco v zapojeném lese jako liány.

## Taxonomie
V klasické taxonomii byla podčeleď Mimosoideae často pojímána jako samostatná čeleď citlivkovité (Mimosaceae) v rámci řádu Fabales. V systému APG, jehož první verze byla zveřejněna v roce 1998 a který se opírá o data z molekulárních výzkumů, jsou Mimosoideae spolu s podčeleděmi Caesalpinioideae a Faboideae součástí široce pojaté čeledi Fabaceae. V roce 2017 byla uveřejněna komplexní fylogenetická studie bobovitých, v níž bylo uspořádání podčeledí této čeledi zásadním způsobem reformováno. Rody Mimosoideae byly vřazeny do podčeledi Caesalpinioideae, z níž bylo naopak vyčleněno několik nových, monofyletických podčeledí představujících samostatné vývojové větve. Mimosoideae představují nejodvozenější skupinu podčeledi Caesalpinioideae.
V posledním ustáleném taxonomickém systému je podčeleď Mimosoideae dělena do 4 tribů: Mimoseae, Ingeae, Acacieae a Mimozygantheae. Toto rozdělení se již ukazuje jako překonané, nová taxonomická revize této podčeledi však dosud nebyla zveřejněna.

### TribusMimoseae
Tribus Mimoseae zahrnuje celkem 40 rodů a přes 860 druhů. Zahrnuje dřeviny a v menší míře i byliny a je rozšířen v tropech a subtropech celého světa. Od tribu Ingeae se odlišuje zejména nižším počtem tyčinek v květu.

### TribusIngeae
Na druhy nejbohatší tribus, zahrnující celkem 36 rodů a přes 900 druhů. Je rozšířen v tropech a subtropech celého světa. Zahrnuje výhradně dřeviny.

### TribusAcacieae
V klasickém pojetí zahrnuje tento tribus pouze rod akácie (Acacia). Ten byl ovšem v molekulárních studiích shledán silně parafyletickým a rozřazen do několika rodů (Acacia s.str., Acaciella, Senegalia, Mariosousa a Vachellia), jejichž umístění v rámci tribů ještě nebylo vyřešeno.

### TribusMimozygantheae
Tribus zahrnuje jediný druh, Mimozyganthus carinatus. Je to keř až strom, rostoucí v Jižní Americe v Bolívii, Argentině a Paraguayi. Vyznačuje se jedinečnou kombinací znaků, stojící na přechodu mezi podčeleděmi Mimosoideae a Caesalpinioideae. Molekulární výzkumy však ukazují, že rod Mimozyganthus je navzdory těmto znakům součástí tribu Mimoseae.

## Ekologické interakce
Většina zástupců Mimosoideae je opylována včelami a motýly, řidší je opylování ptáky (Abarema,
albízie, kaliandra, inga, saman, akácie arabská nebo netopýry (parkie a některé ingy). Květy jsou spíše drobné, bývají však uspořádány v hustých květenstvích a funkci okvětí přebírají dlouhé a nápadné tyčinky, které jsou nejčastěji bílé, žluté, růžové nebo červené. U některých zástupců dochází k rozrůznění funkcí květů v květenství. V kulovitých hlávkách parkií bývají na bázi květenství sterilní květy s nápadnými staminodii, ve střední části samčí květy a na konci květenství samičí. Nápadná červená, růžová nebo žlutá staminodia mají v květenstvích také zástupci rodů Dichrostachys a neptunie (Neptunia).
Plody Mimosoideae jsou velmi různorodé a semena jsou šířena rozličnými způsoby. Říčními a mořskými proudy jsou šířeny jednosemenné díly plodů lián rodu entada, nepukavé plody Serianthes grandiflora i tenké plody Albizia retusa. Křídlaté plody či semena šířená větrem mají některé akácie, albízie Albizia pedicellata, Archidendropsis. Větrem se šíří také jednosemenné díly rozpadavých plodů Wallaceodendron. U druhů s nepukavými plody je poměrně častá endozoochorie, kdy semena procházejí trávicím traktem býložravců. Takto se šíří např. akácie arabská, jejíž plody požírá dobytek a jiní přežvýkavci. Lesklá barevná semena adenantery vyhledávají zoborožci a jiní plodožraví ptáci. Semena jsou velmi tvrdá a procházejí jejich trávicím traktem bez porušení.
Část Mimosoideae má málo chráněná, krátkověká semena. U rodu Archidendron dokonce semena někdy klíčí přímo v luscích. U jiných zástupců Mimosoideae jsou semena obklopena velmi tvrdým osemením a mají dlouhou dormanci. Často klíčí až když je osemení narušeno např. tlením, průchodem zažívacím traktem býložravců či ptáků nebo požárem.
Dosti rozšířena je v rámci podčeledi symbióza s mravenci, tzv. myrmekofilie. Mnozí zástupci mají na řapících a vřetenech listů nektáriové žlázky, které vyhledávají mravenci, chránící (přinejmenším v některých případech) na oplátku rostlinu před herbivory. Nektar se v těchto žlázkách tvoří pouze u mladých a rozvíjejících se listů. Myrmekofilní druhy akácií tvoří na koncích lístků tzv. Beltova tělíska, která slouží symbiotickým mravencům k výživě. Některé druhy zejména amerických akácií mají navíc nápadně zvětšené a duté ostny, které slouží mravencům za obydlí.

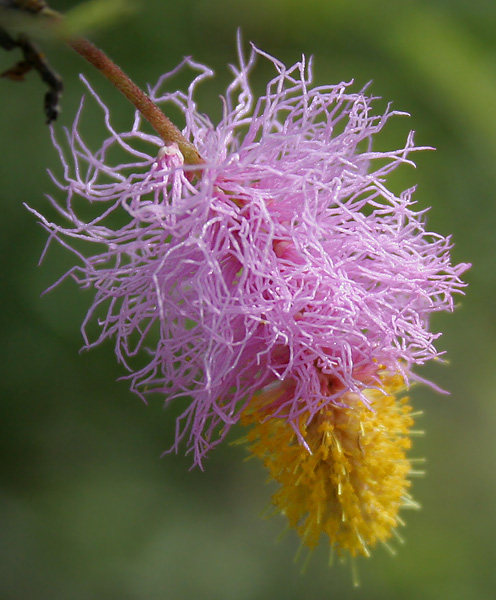
Květenství Dichrostachys cinerea s růžovými staminodii
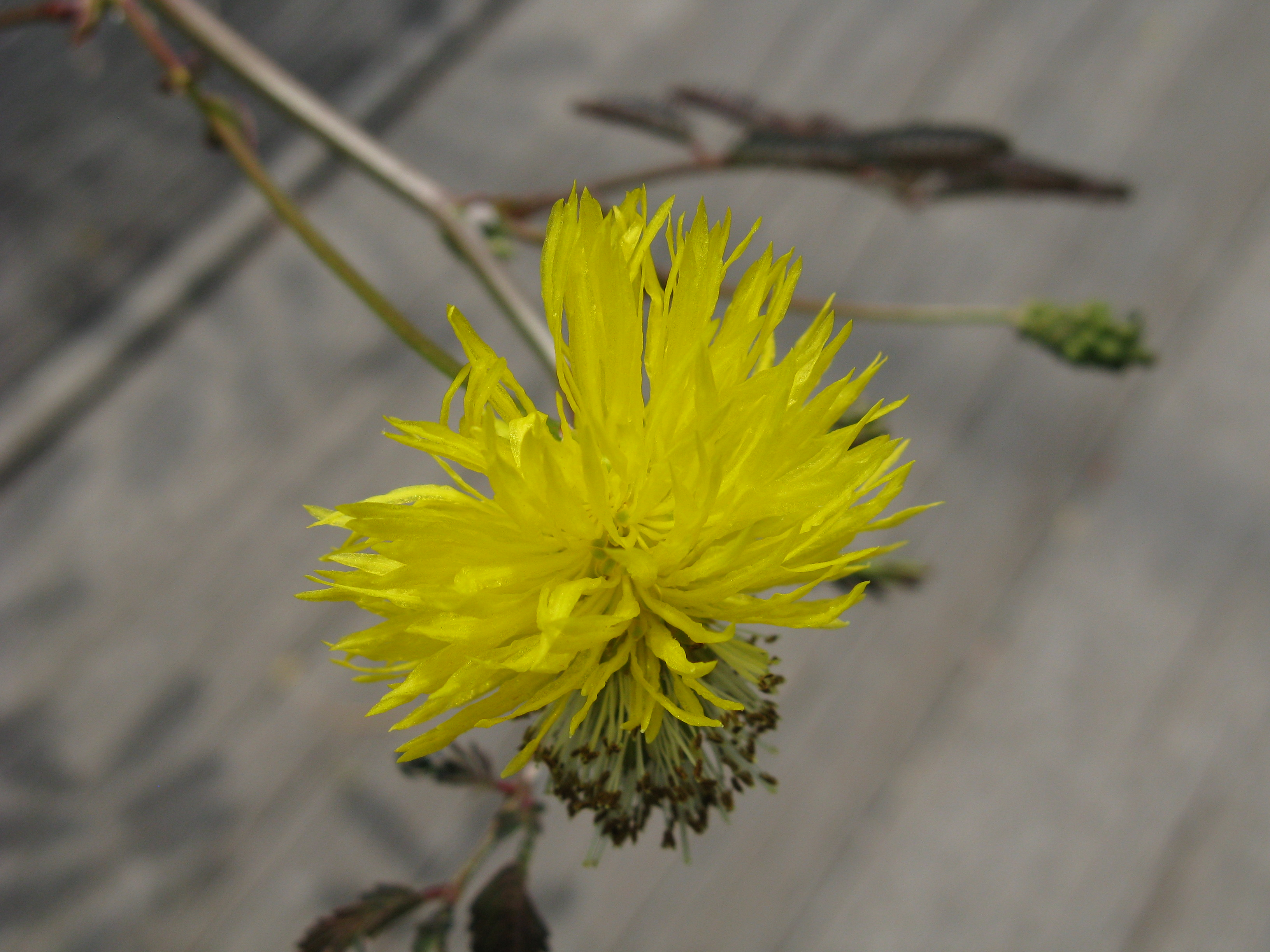
Květenství Neptunia sp. s nápadnými staminodii
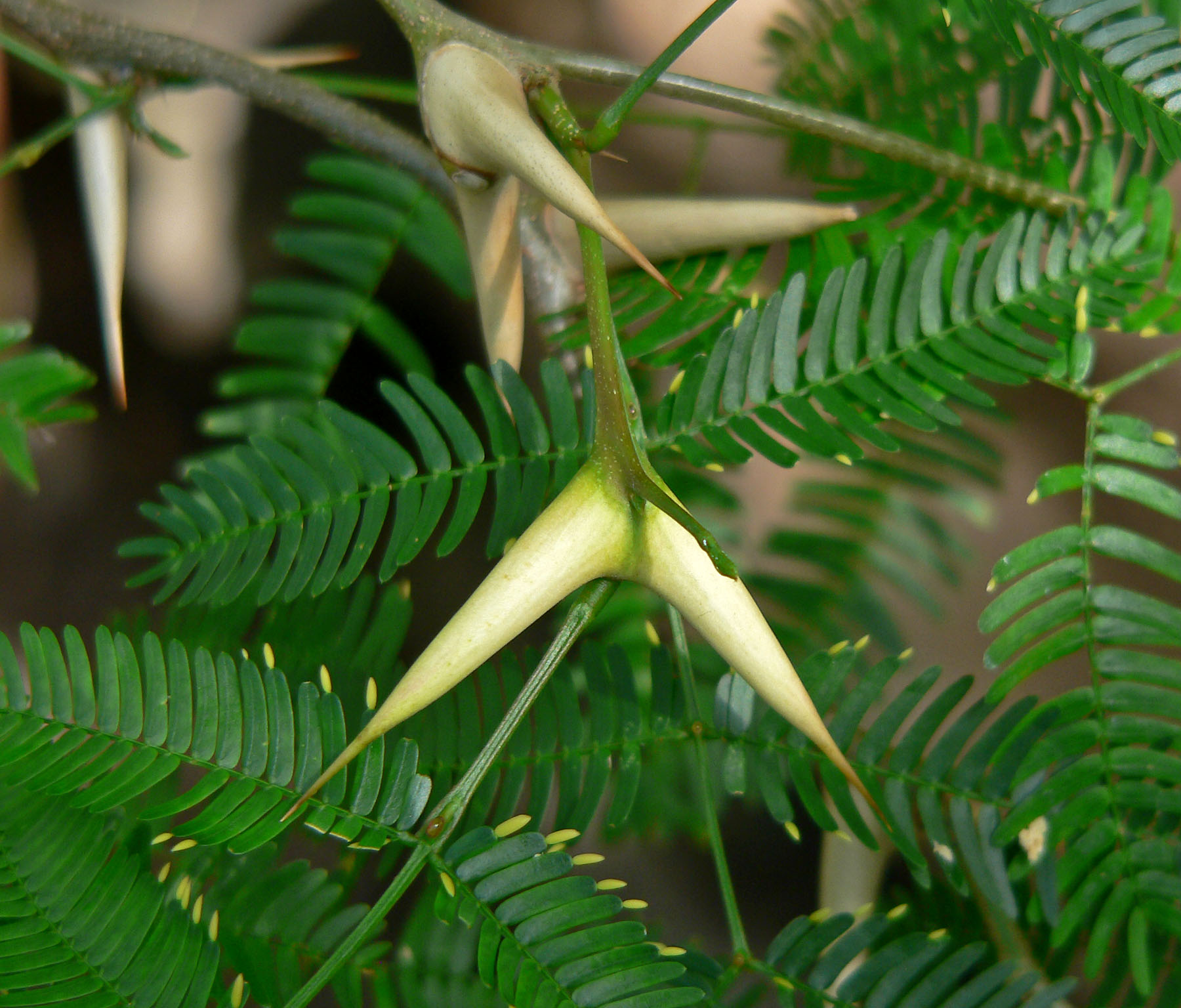
Duté ostny akácie Acacia cornigera, obývané mravenci
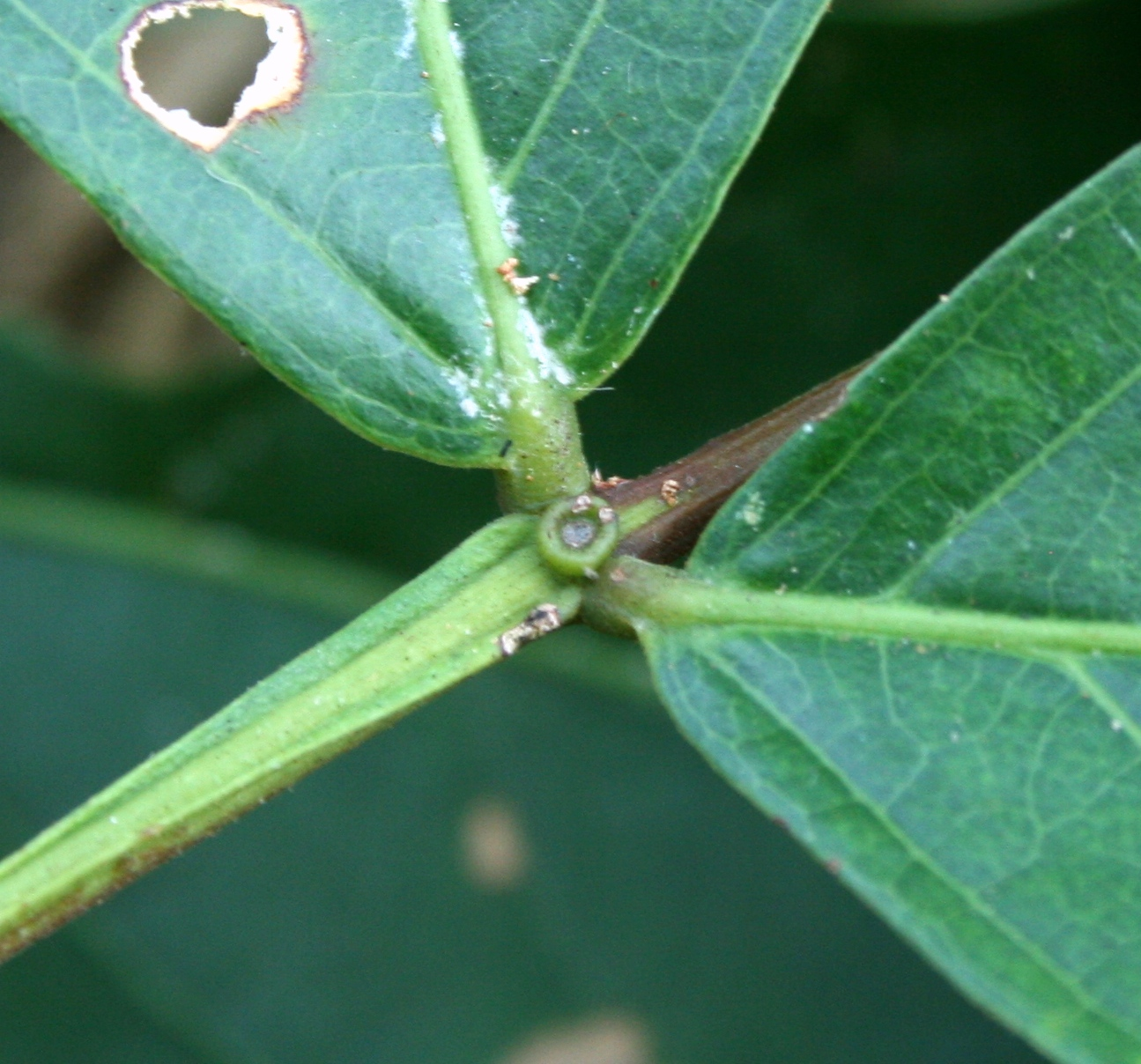
Miskovitá žlázka na řapíku ingy Inga bourgonii

## Význam
Četné druhy Mimosoideae mají nápadná květenství a jsou pěstovány v tropech a subtropech jako okrasné dřeviny. Náleží mezi ně zejména akácie (Acacia), citlivka (Mimosa), albízie (Albizia), leucéna (Leucaena), inga (Inga), kaliandra (Calliandra) a saman (Samanea). Řada tropických stromovitých zástupců je těžena pro dřevo. Mnohostranný užitek poskytují akácie.
Oba druhy rodu Anadenanthera a některé druhy citlivek obsahují látky s halucinogenními účinky.

## Přehled rodů
Abarema,
Adenanthera,
Adenopodia,
Alantsilodendron,
Albizia,
Amblygonocarpus,
Anadenanthera,
Archidendron,
Archidendropsis,
Aubrevillea,
Blanchetiodendron,
Calliandra,
Calliandropsis,
Calpocalyx,
Cathormion,
Cedrelinga,
Chloroleucon,
Cojoba,
Cylicodiscus,
Desmanthus,
Dichrostachys,
Dinizia,
Ebenopsis,
Elephantorrhiza,
Entada,
Enterolobium,
Faidherbia,
Falcataria,
Fillaeopsis,
Gagnebina,
Guinetia,
Havardia,
Hesperalbizia,
Hydrochorea,
Indopiptadenia,
Inga,
Kanaloa,
Lemurodendron,
Leucaena,
Leucochloron,
Lysiloma,
Macrosamanea,
Marmaroxylon,
Microlobius,
Mimosa,
Neptunia,
Newtonia,
Painteria,
Parapiptadenia,
Pararchidendron,
Paraserianthes,
Parkia,
Pentaclethra,
Piptadenia,
Piptadeniastrum,
Piptadeniopsis,
Pithecellobium,
Plathymenia,
Prosopidastrum,
Prosopis,
Pseudopiptadenia,
Pseudoprosopis,
Pseudosamanea,
Samanea,
Schleinitzia,
Serianthes,
Sphinga,
Stryphnodendron,
Tetrapleura,
Thailentadopsis,
Viguieranthus,
Wallaceodendron,
Xerocladia,
Xylia,
Zapoteca,
Zygia